# Perla Bustamante
Perla Patricia Bustamante Corona (Ciudad Juárez, 17 de agosto de 1964) es una deportista mexicana que compitió en atletismo adaptado. Es ingeniera industrial por el Instituto Tecnológico de Chihuahua.

## Biografía
Tras sufrir el 28 de julio de 1999 un accidente el cual le causó la amputación de su pierna izquierda, se dedicó a practicar diversos deportes. Ganó tres medallas en los Juegos Paralímpicos de Verano en los años 2004 y 2008. Debido a su trayectoria se le otorgó en marzo del 2004 el premio Luna Plena, por el ayuntamiento de Ciudad Juárez.
En 2008 se convirtió en presidenta del Consejo Nacional para Prevenir la Discriminación (Conapred). Se encargó de coordinar las dependencias y entidades del gobierno federal para así combatir la discriminación, verificar la ejecución de programas con este fin en diversas instituciones y organizaciones públicas y privadas.
Es conferencista en desarrollo personal y cultura de la legalidad.
Se retiró del ámbito competitivo en 2011.
También creó la fundación A Paso Firme IAP, cuya meta es guiar a los pacientes amputados sobre los métodos más apropiados para lograr su rehabilitación y reintegrarse plenamente a la vida productiva.

## Palmarés internacional
| Juegos Paralímpicos | Juegos Paralímpicos | Juegos Paralímpicos | Juegos Paralímpicos   |
| Año                 | Lugar               | Medalla             | Prueba                |
| ------------------- | ------------------- | ------------------- | --------------------- |
| 2004                | Atenas (Grecia)     | Medalla de plata    | Peso F42-46           |
| 2004                | Atenas (Grecia)     | Medalla de bronce   | Salto de longitud F42 |
| 2008                | Pekín (China)       | Medalla de oro      | 100 m T42             |